# توتانو باندیی
توتانو باندیی (به انگلیسی: Totano Bandai) یک منطقهٔ مسکونی در پاکستان است که در خیبر پختونخوا واقع شده‌است.